# ロバート・レコード
ロバート・レコード（Robert Recorde、1512年ごろ – 1558年）は、ウェールズの物理学者、数学者。1557年に等号(=)を考案し、英語話者に対し既に存在していた加号(+)を紹介した。

## 経歴
1512年ごろ(1510年とする資料もある)、ウェールズのペンブルックシャー、TenbyでThomasとRoseの二男として生まれる。1525年ごろにオックスフォード大学に入学し、1531年にオール・ソウル・カレッジのフェローに選出された。職業としては医学を選択し、1545年に医学博士を取得するためにケンブリッジ大学へ行った。その後はオックスフォード大学へ戻り、ケンブリッジ大学へ行く前と同じように数学を教授した。そののちは、ロンドンへ行きエドワード6世やメアリー1世の医師を務めたようであり、彼らに対し自らが書いた本のいくつかを献呈している。王立造幣局の監査役でもあり、アイルランドで"Comptroller of Mines and Monies"（「鉱山と貨幣の監査官」）を務めていた。政敵に名誉棄損で訴えられたのちに借金で逮捕され、1558年6月中旬までにサザークのキングス・ベンチ刑務所で死去した。

## 出版物

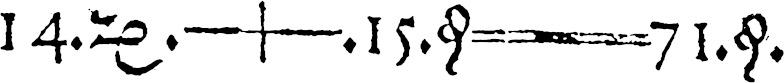
が使われた最初の方程式。現在の書き方では14x+15=71に相当する。

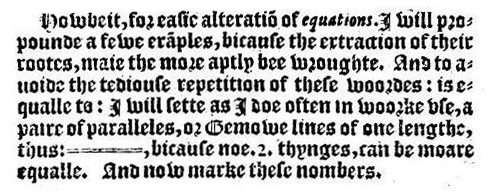
レコードによる"="の導入

主に教師と学生の間の対話という形で、数学および医学の主題に関するいくつかの著作を発表した。
- The Grounde of Artes, teachings the Worke and Practise, of Arithmeticke, both in whole numbers and fractions (1543),[1]英語で代数学について書かれた最初の本
- The Pathway to Knowledge, containing the First Principles of Geometry ... bothe for the use of Instrumentes Geometricall and Astronomicall, and also for Projection of Plattes (ロンドン, 1551)
- The Castle of Knowledge, containing the Explication of the Sphere both Celestiall and Materiall, etc. (ロンドン, 1556) コペルニクスの太陽中心モデルについて言及しつつ、プトレマイオス天文学を説明する本
- The Whetstone of Witte, whiche is the seconde parte of Arithmeteke: containing the extraction of rootes; the cossike practise, with the rule of equation; and the workes of Surde Nombers (ロンドン, 1557). 日本語では『知恵の砥石』などと表記される。等号が導入された本である。この著作により、レコードは体系的な表記法をもってイギリスに代数学を紹介した人物とされている[4][5]。
- a medical work, The Urinal of Physick (1548), 何度も再版された[6]

著者が不明である本のいくつかが、レコードのものであるとされている。
Cosmographiae isagoge, De Arte faciendi Horologium and De Usu Globorum et de Statu temporum.